# Ministry of Economic Warfare
Ministry of Economic Warfare (MEW) var det brittiska ministerium, som ansvarade för olika typer av ekonomisk krigföring under andra världskriget.

## Om verksamheten
Strax innan andra världskriget bröt ut, enades brittiska regeringen om att all ekonomisk krigföring skulle handläggas av ett självständigt ministerium. Efter krigsutbrottet bildades detta den 3 september 1939. En av de första åtgärderna för MEW var att få till stånd en effektiv import- och exportblockad mot Tyskland. Blockaden och kontrabandkontrollens praktiska utförande föll på brittiska flottan, och hanterades av Contraband Control Service som en del av Division of Economic Warfare inom Admiralty.
I januari 1940 bildades United Kingdom Commercial Corporation samt dotterbolag, för att hantera inköp och försäljning av gods från neutrala stater, speciellt Turkiet, Spanien och Portugal.  Syftet var också att genom inköp av vissa strategiska varor hindra fienden från att få tillgång till dessa. Strategiska varuinköp genomfördes även av Ministry of Supply (MoS), det brittiska försörjningsdepartementet, som hanterade varutillgången för de olika brittiska vapenslagen.
MEW hade ett nära samarbete med Foreign Office, brittiska utrikesdepartementet, som hanterade de politiska konsekvenserna av den ekonomiska krigföringen, och förhandlingar med utländska diplomater.
I samband med det överhängande hotet av en tysk invasion av Storbritannien sommaren 1940, Operation Seelöwe, bildades den hemliga militära organisationen Special Operations Executive (SOE) som politiskt underställdes MEW. Syftet med SOE var att genomföra sabotage, skaffa information och ge understöd till motståndsgrupper bakom fiendens linjer.
Mot slutet av andra världskriget deltog MEW också i det amerikanska Safehaven programmet, som syftade till att hindra flyende nazister att gömma undan ekonomiska tillgångar i neutrala stater, för att därifrån kunna fortsätta kriget.